# Ховик (водопад)
Ховик (англ. Howick) — водопад на реке Умгени возле города Ховик в провинции Квазулу-Наталь, ЮАР. Высота водопада составляет 111 м. Местные жители называют его на зулу KwaNogqaza, что переводится как «высокое место».
Водопад был открыт европейскими исследователями в 1800 году.
С 1851 года 40 человек покончили жизнь самоубийством, бросившись вниз с водопада Хоуик.
По местным поверьям в озере, в которое падает водопад, живут огромные змееподобные существа Инканьямба, и только люди племени сангома могут безопасно подходить к водопаду и молиться духам предков.